# Presbyterian Rest for Convalescents
Le Presbyterian Rest for Convalescents ou Y.W.C.A. of White Plains and Central Westchester est une maison historique de convalescence située à White Plains dans le comté de Westchester (État de New York).

## Histoire
Fondé par Rachel Lenox Kennedy (1826–1898), le bâtiment du Presbyterian Rest for Convalescents a été construit en 1913. Il est établi en forme de H de 3+1⁄2 étages dans le style néo-Tudor. Les deux étages inférieurs sont en brique et les étages supérieurs en colombage et stuc. Il a un toit à pignon en tuiles avec des lucarnes. La section reliant les deux ailes comprend l'entrée principale, qui présente un parement en pierre et des arcs Tudor. Le Acheson Wallace Hall a été construit en 1972. Le bâtiment a abrité une maison de convalescence jusqu'en 1967, après quoi il a été acquis par le Y.W.C.A. et exploité comme résidence pour femmes.
Il est classé au Registre national des lieux historiques en 2011.